# Barry Maxwell (1er comte de Farnham)
Pour les articles homonymes, voir Barry Maxwell et Maxwell.
Barry Maxwell (1723 - 7 octobre 1800), est un pair et un homme politique irlandais.

## Biographie
Il est le fils de John Maxwell (1er baron Farnham) et Judith Barry.
Protonotaire de la Cour des plaids communs de 1741 à 1800, il est reçu au barreau irlandais en 1748 et nommé conseiller en 1757. À la mort de son frère le 16 novembre 1779, il devient 3e baron Farnham, héritant du domaine de Farnham. Il charge James Wyatt, l'un des architectes les plus en vogue de l'époque, de concevoir une nouvelle maison. Ces plans sont maintenant hébergés au Metropolitan Museum of Art de New York.
Il est créé vicomte Farnham le 10 janvier 1781 et comte de Farnham le 22 juin 1785 et devient membre du Conseil privé d'Irlande le 6 juin 1796. De 1756 à 1761, puis de 1768 à 1779, il siège à la Chambre des communes irlandaise pour Cavan Borough. Entre 1761 et 1768, il représente Armagh Borough .

## Famille
Il se marie deux fois, le 15 janvier 1757 à Margaret King, fille de Robert King de Drewstown. Ils ont :
- John Maxwell (2e comte de Farnham) (5 février 1760 - 23 juillet 1823).
- Anne Maxwell ; elle se marie en 1787 à Richard Fox de Fox Hall.
- Judith Maxwell, morte célibataire en 1818.

Il se marie ensuite en 1771 avec Grace Burdett (décédée le 8 mars 1816), fille d’Arthur Burdett de Ballymaney. Ils ont :
- Grace Maxwell (décédée le 19 juin 1866) ; elle se marie avec Ralph St George, 7e baronnet (1758-1842)
- Elizabeth Maxwell, décédée non mariée en janvier 1782.